# Floris Andréa
Floris Andréa (Haarlem, 1967) is een Nederlands fotograaf en kunstenaar.
Van 1991 tot 2002 was hij de rechterhand van Paul Huf. Sindsdien werkt hij vanuit zijn Atelier voor Fotografie in Amsterdam.
Zijn portretten vallen op door ogenschijnlijke eenvoud en intensiteit. De composities van zijn geënsceneerde werk zijn uitdagend en eigen. Floris Andrea werkt ook volgens een innovatieve techniek/procedé, het "Andreatype", waarbij verf, plamuur, pigmenten, krijt en fotografische emulsie worden gecombineerd op hout.
Sinds 2017 werkt Floris Andrea vanuit zijn atelier in Noord-Italië.